# Bief-des-Maisons
Bief-des-Maisons ist eine Gemeinde im französischen Département Jura in der Region Bourgogne-Franche-Comté.

## Geographie
Bief-des-Maisons liegt auf 930 m, etwa elf Kilometer ostsüdöstlich der Stadt Champagnole (Luftlinie). Das Bauerndorf erstreckt sich im Jura, auf der ausgedehnten Hochfläche südlich des Val de Sirod, nordwestlich der Ketten der Haute Joux.
Die Fläche des 5,79 km² großen Gemeindegebiets umfasst einen Abschnitt des französischen Juras. Der Hauptteil des Gebietes wird von der Hochfläche von Bief-des-Maisons eingenommen, die durchschnittlich auf 940 m liegt. Sie weist ein leichtes Gefälle gegen Nordwesten zum Val de Sirod auf. Dieses Plateau ist überwiegend von Wies- und Weideland bestanden. Mit Ausnahme des kleinen Dorfbachs (Bief = freigrafschaftlicher Dialekt, zu Deutsch „Bach“), der bereits nach kurzer Laufstrecke wieder versickert, besitzt die Hochfläche keine oberirdischen Fließgewässer, weil das Niederschlagswasser in den verkarsteten Untergrund einsickert. Begrenzt wird das Hochplateau im Süden durch die Krete der Forêt de la Haute Joux, auf der mit 1144 m die höchste Erhebung von Bief-des-Maisons erreicht wird.
Nachbargemeinden von Bief-des-Maisons sind Gillois im Norden, Arsure-Arsurette im Osten, Foncine-le-Haut im Süden sowie Les Chalesmes im Westen.

## Geschichte
Bis zum Bau der eigenen Pfarrkirche im 17. Jahrhundert gehörte Bief-des-Maisons zur Pfarrei Sirod. Zusammen mit der Franche-Comté gelangte das Dorf mit dem Frieden von Nimwegen 1678 an Frankreich.

### Bevölkerungsentwicklung
| Jahr                       | 1962 | 1968 | 1975 | 1982 | 1990 | 1999 | 2006 | 2017 |
| Einwohner                  | 114  | 131  | 106  | 96   | 74   | 85   | 71   | 72   |
| Quellen: Cassini und INSEE |      |      |      |      |      |      |      |      |

Mit 74 Einwohnern (Stand 1. Januar 2022) gehört Bief-des-Maisons zu den kleinsten Gemeinden des Départements Jura. Nachdem die Einwohnerzahl in der ersten Hälfte des 20. Jahrhunderts deutlich abgenommen hatte (1891 wurden noch 205 Personen gezählt), wurden seit Mitte der 1970er Jahre nur noch geringe Schwankungen verzeichnet.

## Sehenswürdigkeiten

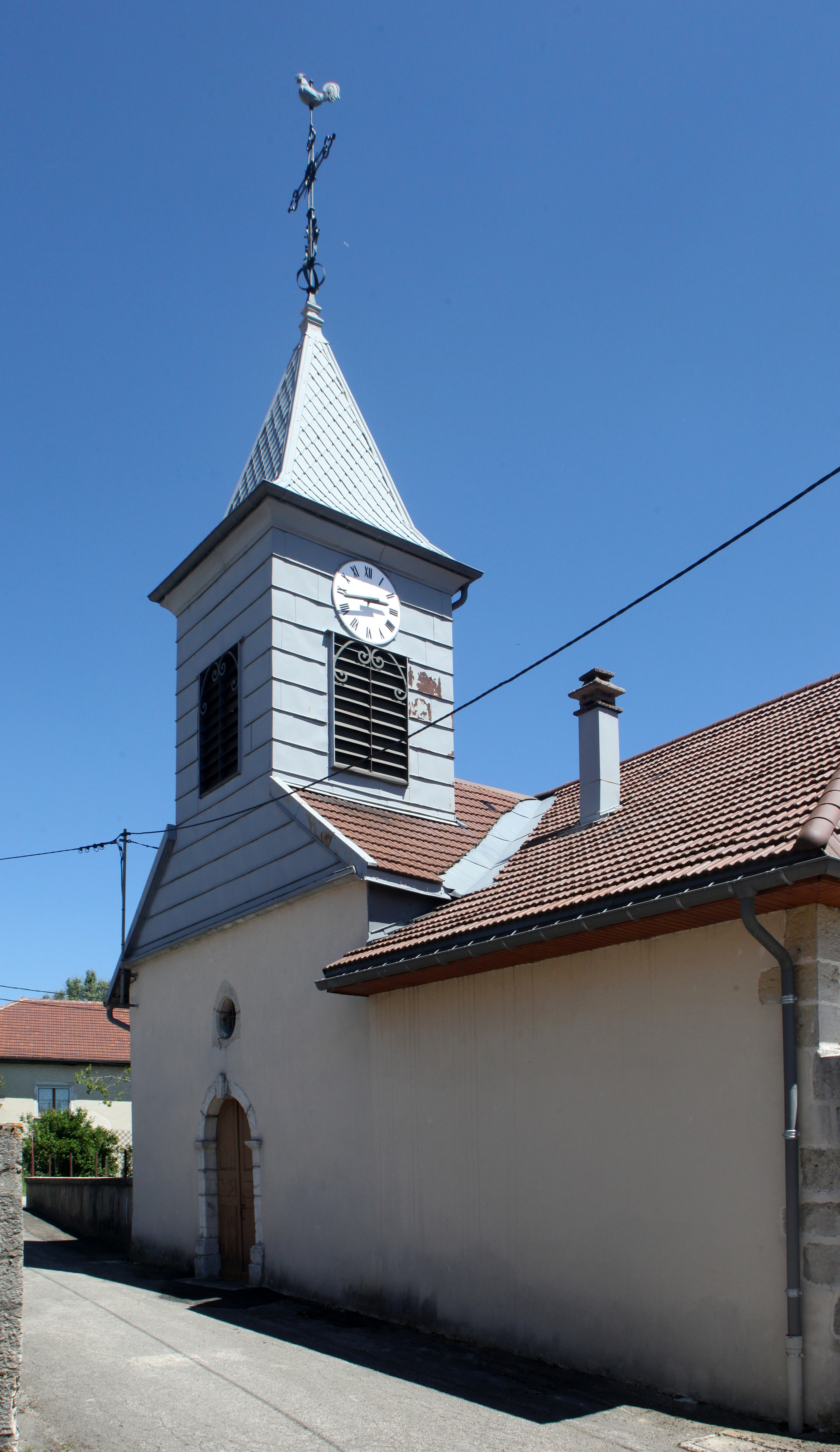
Kirche Mariä Heimsuchung

Die Pfarrkirche Mariä Heimsuchung (Église de la Visitation-de-la-Vierge) in Bief-des-Maisons wurde im 17. Jahrhundert erbaut und im 18. Jahrhundert vergrößert. Auf freiem Feld östlich des Dorfes steht eine Kapelle aus dem 19. Jahrhundert.

## Wirtschaft und Infrastruktur
Bief-des-Maisons war bis weit ins 20. Jahrhundert hinein ein vorwiegend durch die Landwirtschaft, insbesondere Milchwirtschaft und Viehzucht geprägtes Dorf. Noch heute leben die Bewohner zur Hauptsache von der Tätigkeit im ersten Sektor. Außerhalb des primären Sektors gibt es nur wenige Arbeitsplätze im Dorf. Einige Erwerbstätige sind auch Wegpendler, die in den umliegenden größeren Ortschaften ihrer Arbeit nachgehen.
Die Ortschaft liegt abseits der größeren Durchgangsstraßen an einer Departementsstraße, die von Nozeroy nach Les Planches-en-Montagne führt. Eine weitere Straßenverbindung besteht mit Arsure-Arsurette.